# San Mariano (Santa Fe)
San Mariano es una comuna argentina de la provincia de Santa Fe, perteneciente al departamento Las Colonias, al centro de la provincia.
La Comuna fue creada el 29 de julio de 1907.

## Población
Cuenta con 380 habitantes (Indec, 2022), lo que representa un descenso frente a los 403 habitantes (Indec, 2010) del censo anterior.
| Gráfica de evolución demográfica de San Mariano entre 1991 y 2022 |
|                                                                   |
| Fuente: Censos nacionales del INDEC                               |